# Missal
Missal es un municipio brasileño localizado en el oeste del estado del Paraná. Su población estimada en 2010 era de 10.474 habitantes.